# 凤仙花单囊壳
凤仙花单囊壳（学名：Sphaerotheca balsaminae）是属于白粉菌目白粉菌科单囊壳属的一种真菌，寄生在凤仙花属植物上。该种分布于中国、匈牙利、俄罗斯、芬兰、波兰、英国、捷克斯洛伐克、奥地利、意大利、瑞士、瑞典、德国等地。